# Prehistorická kůlová obydlí v Alpách

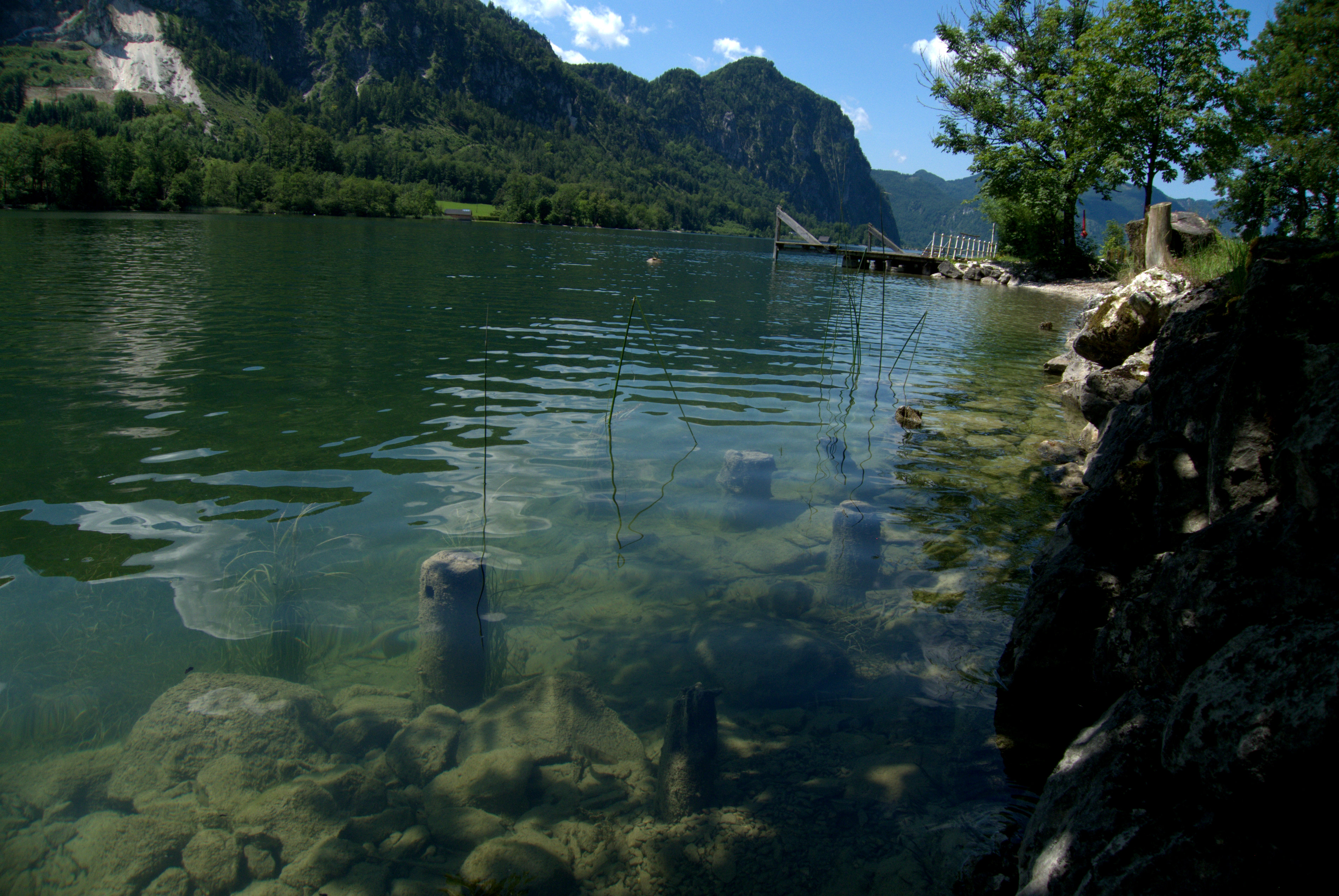
jezero Mondsee (Rakousko)

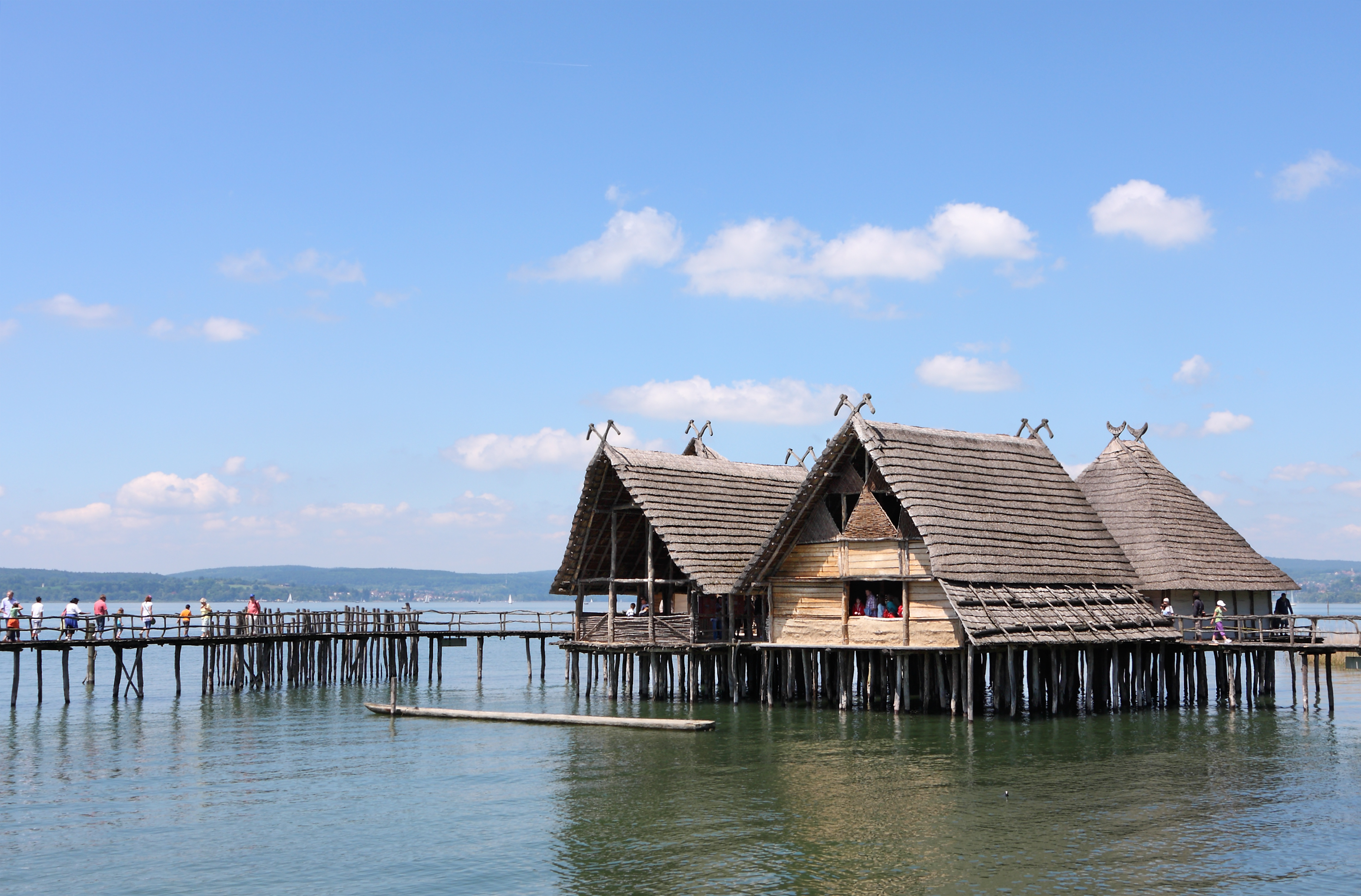
rekonstrukce kůlové stavby u Bodamského jezera

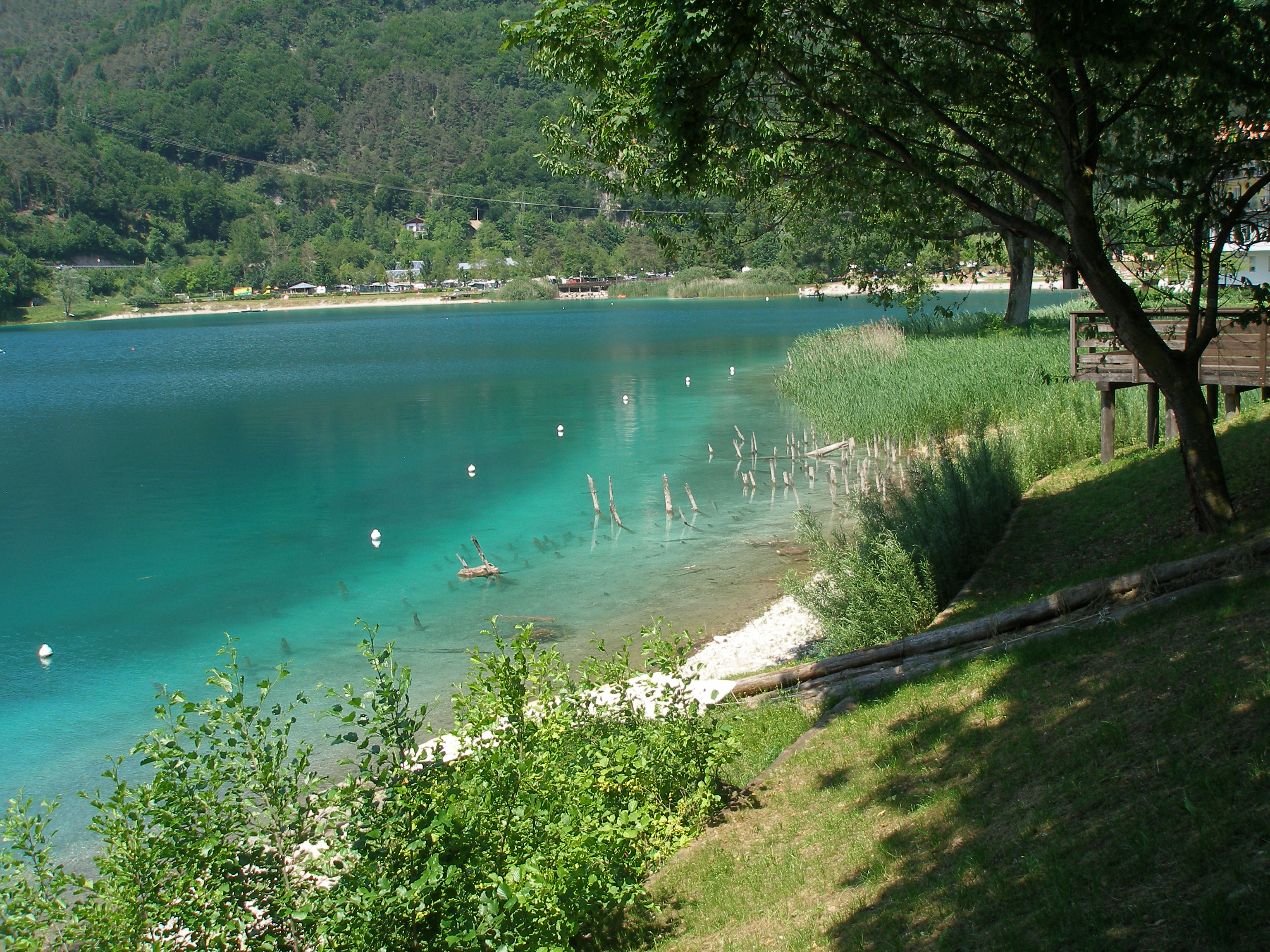
Palafitte Di Ledro (Itálie)

Prehistorická kůlová obydlí v Alpách jsou součástí Světového dědictví UNESCO. Soubor tvoří 111 lokalit, kde archeologové našli pozůstatky dřevěných domů postavených na vysokých kůlech na ochranu před povodněmi. Tento typ architektury je rozšířen od Savojska po Slovinsko. Nejstarší stavby pocházejí ze 6. tisíciletí př. n. l., nejmladší byly obývány ještě v římské době. 
K zápisu památky do Světového dědictví došlo 10. září 2011 v Neuchâtelu. Lokality chráněné UNESCEM se nacházejí ve Švýcarsku (56 míst), Itálii (19), Německu (18), Francii (11), Rakousku (5) a Slovinsku (2). 

## Seznam archeologických lokalit

### Francie
- Lac de Chalain
- Le Grand Lac de Clairvaux
- Lac d’Aiguebelette
- Baie de Grésine
- Baie de Châtillon
- Hautecombe
- Littoral de Tresserve
- Littoral de Chens-sur-Léman
- Secteur de Mongets
- Les Marais de Saint-Jorioz
- Le Crêt de Chatillon

### Itálie
- San Sivino, Gabbiano
- Lavagnone
- Lugana Vecchia
- Lucone
- Bande-Corte Carpani
- Lagazzi del Vho
- Isolino Virginia Camilla-Isola di San Biagio
- Castellaro Lagusello – Fondo Tacoli
- Il Sabbione o settentrionale
- Bodio centrale o delle Monete
- Palù di Livenza – Santissima
- Emissario
- Mercurago
- Fiavé Largo Carera
- Molina di Ledro
- Frassino
- Belvedere
- Laghetto della Costa
- Tombola

### Německo
- Wangen-Hinterhorn
- Hornstaad-Hörnle
- Allensbach-Strandbad I
- Wollmatingen-Langenrain
- Konstanz-Hinterhausen I
- Litzelstetten-Krähenhorn
- Bodman-Ludwigshafen-Schachen/Löchle
- Sipplingen-Osthafen
- Unteruhldingen-Stollenwiesen
- Ödenahlen (Seekirch)
- Alleshausen-Grundwiesen
- Siedlung Forschner
- Olzreute-Enzisholz (Bad Schussenried)
- Schreckensee
- Ehrenstein (Blaustein)
- Bad Buchau
- Siedlung Pestenacker
- Roseninsel
- Unfriedshausen (Geltendorf)

### Rakousko
- Keutschacher See
- Abtsdorf I und III
- Mondsee
- Litzlberg (Attersee)

### Slovinsko
- Ig

### Švýcarsko
- Beinwil am See–Ägelmoos
- Seengen–Riesi
- Biel-Vingelz–Hafen
- Lüscherz–Dorfstation
- Seedorf–Lobsigensee
- Sutz-Lattrigen–Rütte
- Twann–Bahnhof
- Vinelz–Strandboden
- Gletterens–Les Grèves
- Greng–Spitz
- Haut-Vully–Môtier I
- Murten–Segelboothafen
- Noréaz–Praz des Gueux
- Collonge-Bellerive–Bellerive I
- Corsier–Corsier-Port
- Versoix–Versoix-Bourg
- Egolzwil 3
- Hitzkirch–Seematte
- Sursee–Halbinsel
- Saint-Aubin-Sauges–Port-Conty
- Gorgier–Les Argilliez
- Bevaix–L’Abbaye 2
- Auvernier–La Saunerie und Les Graviers
- Stansstad–Kehrsiten
- Thayngen
- Aeschi SO–Burgäschisee Ost
- Inkwil BE (Inkwilersee)
- Freienbach
- Rapperswil-Jona/Hombrechtikon–Feldbach: Seegubel, Rapperswil–Jona–Technikum, Freienbach–Hurden–Rosshorn
- Arbon–Bleiche 2-3
- Eschenz–Werd
- Gachnang-Niederwil–Egelsee
- Hüttwilen-Uerschhausen–Nussbaumersee
- Chabrey–Pointe de Montbec I
- Chevroux–La Bessime und Chevroux–Village
- Corcelles-près-Concise–Stations de Concise
- Grandson–Corcelettes Les Violes
- Morges–Les Roseaux und Morges–Stations de Morges
- Mur–Chenevières de Guévaux I
- Yverdon-les-Bains–Baie de Clendy
- Yvonand–Le Marais
- Zug–Otterswil/Insel Eielen, Zug-Riedmatt a Zug-Sumpf
- Erlenbach
- Greifensee: Greifensee-Storen-Wildsberg
- Meilen: Meilen-Rorenhaab
- Wädenswil: Wädenswil Vorder Au
- Wetzikon: Robenhausen
- Curych: Zürich-Enge-Alpenquai, Grosser Hafner a Kleiner Hafner